# 歌唱祖国
《歌唱祖国》是由王莘于1950年中华人民共和国国庆期间作曲、填词创作的歌曲，為中国大陆的一首爱国歌曲。多年以来，《歌唱祖国》在中国重大国务活动、外事活动、检阅活动中被作为礼仪曲、开场曲或尾声结束曲多次演唱，被称为“第二国歌”。

## 创作背景与经过
《歌唱祖国》创作于1950年9月中华人民共和国国庆前夕，当时王莘从天津到北京出差，路过北京天安门广场，看到人们在为国庆一周年做准备，受到节日气氛的感染而产生了创作的冲动，随后在返回天津的列车上写作初稿。歌词首句“五星红旗迎风飘扬”即来自王莘对中华人民共和国开国大典的印象。王莘在《歌唱祖国》发表前曾經征求各方面的意见，将词曲交由天津市音乐工作团排练演唱，并且亲自到訪南开大学、天津炼钢厂、天津纺织厂和天津铁路机务段教授演唱。
王莘最初想将《歌唱祖国》投稿在《天津日报》上，希望在国庆节那天刊载，但因报纸版面有限而未果。《大众歌选》的责任编辑张恒在得知此曲后，在杂志第三集的首篇位置发表了《歌唱祖国》，这是这首歌第一次面世，逐渐在华北地区的工人和学生中间流行开来。1951年9月12日，时任政务院总理周恩来签发了中央人民政府令，要求在全国传唱《歌唱祖国》。同年9月15日《人民日报》在显著位置发表了《歌唱祖国》歌谱，并公布了《中央人民政府文化部关于国庆节唱歌的通知》，规定在这一年国庆节时，除唱国歌外，以《歌唱祖国》和《全世界人民心一条》为全国普遍歌唱的基本歌曲。

## 歌曲特点
该歌曲采用中国民族音乐风格中的颂歌模式与欧洲凱旋式进行曲的模式相结合的写作手法。曲调由F大调组成，以四分音符为一拍。完整版共有三段，分别由主歌、辅歌、主歌再现组成。即：主歌四句、辅歌六句、主歌再现四句反复两句。

## 歌词版本
《歌唱祖国》自1950年诞生以来有多个版本。包括1950年王莘创作的原版、1965年《东方红》合唱版、1968年文革版《歌唱社会主义祖国》、2008年奥运会上杨沛宜录音、林妙可演绎的版本，奥运后发行的林妙可版本等。
王莘曾根据诗人艾青提出的建议，对歌词作出修改：将原來的“五千年文化辉煌灿烂”改为“独立自由是我们的理想”，将原來的“我们战胜了一切苦难，我们把敌人赶出边疆”改为“我们战胜了多少苦难，才得到今天的解放”。
回顾《歌唱祖国》诞生以来的历程，歌词有过数个版本，但大体一致。
除上述提到的歌词之外，歌曲中还有一句歌词也存在争议，就是第二段主歌的最后一句「谁敢侵犯我们就叫他死亡（灭亡）」。据1951年9月的《人民日报》和《新华日报》正式刊登的曲谱，这首歌的首次正式出版的版本里的歌词是「叫他死亡」，同期人民唱片厂录制的唱片中演唱的唱词、以及1954年出版的《中国唱片歌曲选》中收录的曲谱，全部都印为「死亡」。因此, 这句词的原版歌词应为「谁敢侵犯我们就叫他死亡」，而坊间流传的「在1965年被周恩来要求从‘灭亡’改为‘死亡’」的说法并不成立。

## 歌曲演绎及运用

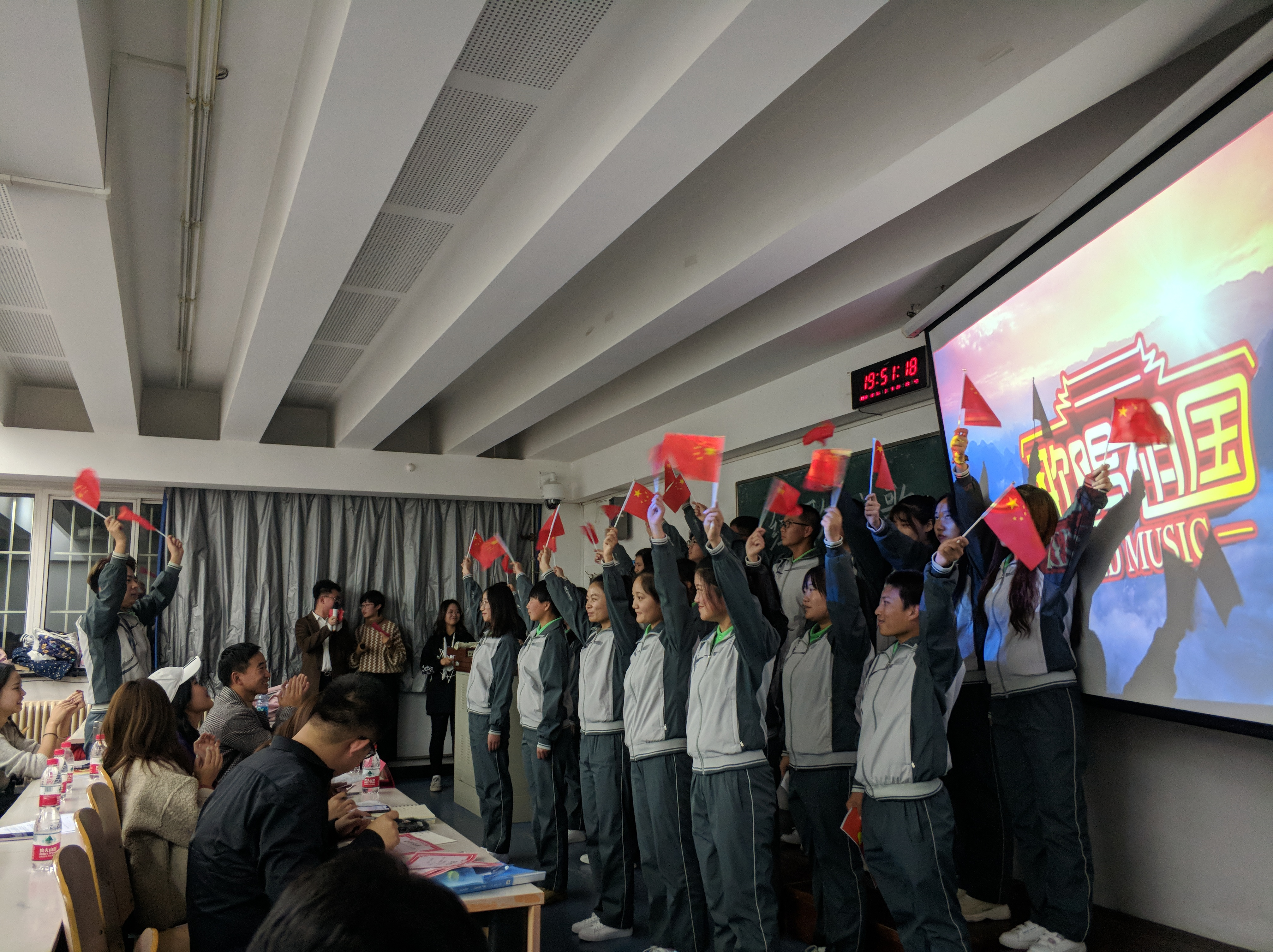
2018年大连大学歌唱祖国竞赛，是中華人民共和國愛國主義教育的一部份

自1951年起，《歌唱祖国》一直是中央人民广播电台《新闻和报纸摘要》、《全国新闻联播》以及部分少数民族语言新闻节目的开场音乐，经过5次调整），同时也是第一套节目（1980年-2003年使用）、第二套节目经济之声（1980年至今，现在于星期二凌晨0:00后播放）、第四套节目2003年改版为都市之声前和第七套华夏之声（1992年-2002年）的结束曲，一些地方的广播电台也会采用这首歌作为广播开始曲或结束曲（例如新疆人民广播电台）。
《歌唱祖国》歌曲雄壮有力，成为了中国各种重大活动的礼仪曲、开场曲或者结束曲。由于《歌唱祖国》经常被用做升国旗仪式的国旗入场用曲，也被称为“第二国歌”。在与其他国家军乐团交流时，《歌唱祖国》也作为重要曲目（如作为结束曲）合奏。
- 1964年，在音乐舞蹈史诗《东方红》中，《歌唱祖国》作为尾声。
- 在1988年韩国汉城举行的第二十四届夏季奥林匹克运动会开幕式上，中国代表团入场时现场播放的曲目也是《歌唱祖国》；[10]
- 1993年，電影霸王別姬插曲。
- 1997年香港主权交接仪式上，中国人民解放军军乐团在儀式正式開始前之序曲部分，演奏《歌唱祖国》；
- 2003年中国首次载人航天飞船发射成功，宇航员杨利伟将《歌唱祖国》带上了太空。
- 2007年嫦娥一號绕月人造卫星歌曲《歌唱祖国》帶入绕月轨道。
- 2008年8月8日，由陈其钢重新编排风格和歌词[11]后的《歌唱祖国》作为北京奥运会开幕式上为数不多的传统歌曲被演唱[12]。开幕式上的《歌唱祖国》是杨沛宜的原声，但是出现在舞台上的是对口型的另外一个小女孩林妙可，这一安排招致众多非议[13][14]，並為國内外媒體所報道。
- 2011年5月，中国人民解放军军乐团和美国陆军军乐团（英语：United States Army Band）在美国首都华盛顿哥伦比亚特区肯尼迪艺术表演中心举办联合音乐会，最后合奏《歌唱祖国》，之前合奏了《星條旗永不落》。[15]
- 在庆祝澳门回归祖国15周年文艺晚会（2014年）及庆祝香港回归祖国20周年文艺晚会（2017年）结束时，中共中央总书记、中国国家主席习近平与现场的演职人员握手并共同演唱《歌唱祖国》。[16]
- 在2018年韩国平昌举行的第二十三届冬季奥林匹克运动会闭幕式的“北京八分钟”上，《歌唱祖国》作为背景音乐穿插其中。[17]
- 在2019年中国湖北省武汉市举行的2019年世界军人运动会的开幕式上，军乐团领唱了完整版的《歌唱祖国》。这是《歌唱祖国》完整版自2009年国庆庆典以来的首次官方演出，《乌有之乡》刊文称此为“毛泽东思想恢复主流的分水岭”[18]。
- 在2022年中国北京举行的2022年冬季奧林匹克運動會開幕式和2022年冬季残疾人奥林匹克运动会开幕式，以及2023年中国杭州举行的2022年亚洲运动会开幕式的运动员入场仪式上，东道主中国代表团最后一个入场时现场均播放《歌唱祖国》。

## 轶闻
- 1951年10月，在全国政协会议上，毛泽东在得知列席会议的王莘就是《歌唱祖国》的作者时，特地送予王莘一套刚出版的《毛泽东选集》，并且为其签名[1]。
- 2015年7月27日，在越南河内举行的“荣军烈士节”晚会上，越南国家主席张晋创发表讲话前后播放了《歌唱祖国》，引发争议，且引起越南许多民众的不满。而播放《歌唱祖国》的有关人员行则遭到严肃处分[19]。
- 北京丰台区王佐镇西庄店村有一条全长270米的公路，汽车驶过该路段时，便会响起一段《歌唱祖国》的旋律。这条公路是北京首条音乐公路。[20]
- 央视《新闻联播》片头曲的作者孟卫东在接受某次专访时表示，《新闻联播》片头曲的开头部分便是受到了《歌唱祖国》首句“五星红旗迎风飘扬”旋律的启发而写出来的。[21]
- 2019年澳門回歸20周年晚會上，中共中央總書記習近平帶領全場官員拍手同唱《歌唱祖國》，全場大多数人高唱拍掌，但時任香港特首林鄭月娥的丈夫林兆波站在原地，沒有拍手。[22][23][24]

## 外部連結
- YouTube上的
- YouTube上的合唱版本（中文）
- YouTube上的解放军军乐团莫斯科街头行进演奏《歌唱祖国》（中文）
- YouTube上的越南国家主席致词现场响起中文歌《歌唱祖国》，始於0分25秒（中文）
- YouTube上的Opening Ceremony - Beijing 2008 Summer Olympic Games，始於2分01秒（中文）
- YouTube上的【新聞局】國家主席習近平出席 “澳門回歸祖國十五周年文藝晚會”，始於1小時02分13秒（中文）
- YouTube上的《庆祝香港回归祖国二十周年文艺晚会》20170630 高清完整版，始於1小時17分50秒（中文）